# Уфимская губерния
Уфи́мская губе́рния — административная единица Российской империи, Российской республики и РСФСР.
Впервые образована указом Екатерины II от 23.12.1781(3.1.1782) как Уфимское наместничество. Вторично образована в результате разделения Оренбургской губернии указом Александра II от 5(17).5.1865. Упразднена в 1922 году декретом ВЦИК. Губернский город — Уфа.

## География

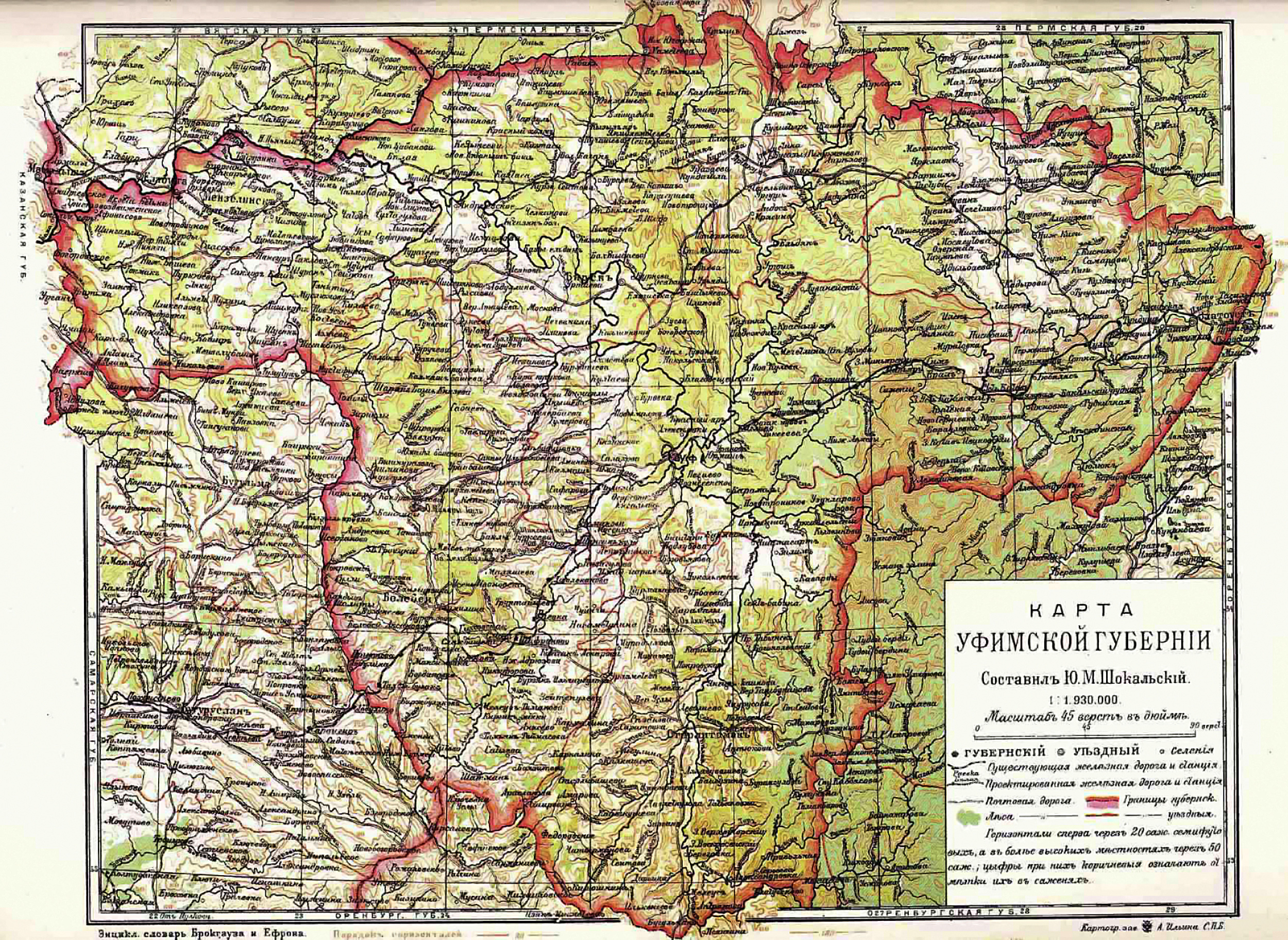
Уфимская губерния (1890—1907)

Граничила на севере — с Вятской и Пермской, на востоке — с Оренбургской, на юге — с Самарской, и Оренбургской, на западе — с Казанской губерниями. В начале XX века на её территории общей площадью 122 005 км² проживало 2 567 тысяч человек.

## История

### История административного устройства
- Первоначально, Уфимский уезд был причислен к Казанскому приказу;
- в 1719 году образована Уфимская провинция Казанской губернии с городами Уфой, Бирском и Мензелинском.
- В 1744 году учреждена Оренбургская губерния, к которой причислена Уфимская провинция.
- В 1781 году создано Уфимское наместничество, которое состояло из двух областей, Уфимской и Оренбургской;
- в 1796 году Уфимское наместничество переименовано в Оренбургскую губернию.
- В 1865 году образована Уфимская губерния, из Уфимского, Белебеевского, Бирского, Златоустовского, Мензелинского и Стерлитамакского уездов.[3]

Уфимская губерния была в числе 17 регионов, признанных серьёзно пострадавшими, во время голода 1891—1892 годов.

### Советский период
Советская власть установлена в октябре/ноябре — ноябрь 1917 года. В июне — июле 1918 перешла под контроль Нар. армии Комитета членов Учредительного собрания и частей Чехословацкого корпуса.
20 марта 1919 года было заключено «Соглашение центральной Советской власти с Башкирским правительством о Советской Автономной Башкирии» и образован Яланский кантон Малой Башкирии, образованный из волостей Челябинского уезда: Катайской, Сарт-Калмыковской, Сарт-Абдрашитовской и Карасевской (20,7 тыс. башкирского населения (ныне Сафакулевский и Альменевский районы Курганской области, до 1919 г. Сарт-Калмакская и Катайская волости)). В других документах называются также Ногушинская, Ново-Петровская волости.
20 марта 1919 года юго-западная часть Бирского, северо-восточная часть Стерлитамакского уездов Уфимской губернии включены в состав образованной Автономной Советской Башкирской Республики.
В связи с образованием в марте 1919 года в состав созданной в пределах Малой Башкирии Автономной Башкирской Советской Республики из Златоустовского уезда Уфимской губернии следующие волости: Екатерининская [Емашинская], Старобелокатайская, Белокатайская, 2-я Айлинская, из Красноуфимского уезда — Белянкинская [Белянковская] (территория этих волостей практически совпадает с современной территорией Белокатайского района Республики Башкортостан) вошли в Кущинский (Белянкинская, Екатерининская, Старобелокатайская волости) и Дуванский (2-я Айлинская, Белокатайская волости) кантоны — административные единицы на территории Малой Башкирии.
19 октября 1919 года к губернии присоединён Верхнеуральский уезд Оренбургской губернии (20 августа 1920 года передан в Челябинскую губернию).
12 августа 1920 года был подписан Декрет ВЦИК «О включении города Стерлитамака Уфимской губернии в состав территории Башкирской Республики».
27 мая 1920 года постановлением ВЦИК и Совнаркома РСФСР Мензелинский уезд Уфимской губернии был включён в состав образованной Татарской Советской Республики.
14 июня 1922 года декретом ВЦИК «О расширении границ Автономной Башкирской Социалистической Советской Республики» Уфимская губерния была упразднена, её территория включена в состав Башкирской Автономной Социалистической Советской Республики: «происходит слияние Малой Башкирии и Уфимской губернии, с доминированием в руководстве Большой Башкирии представителей последней».

## Административное деление

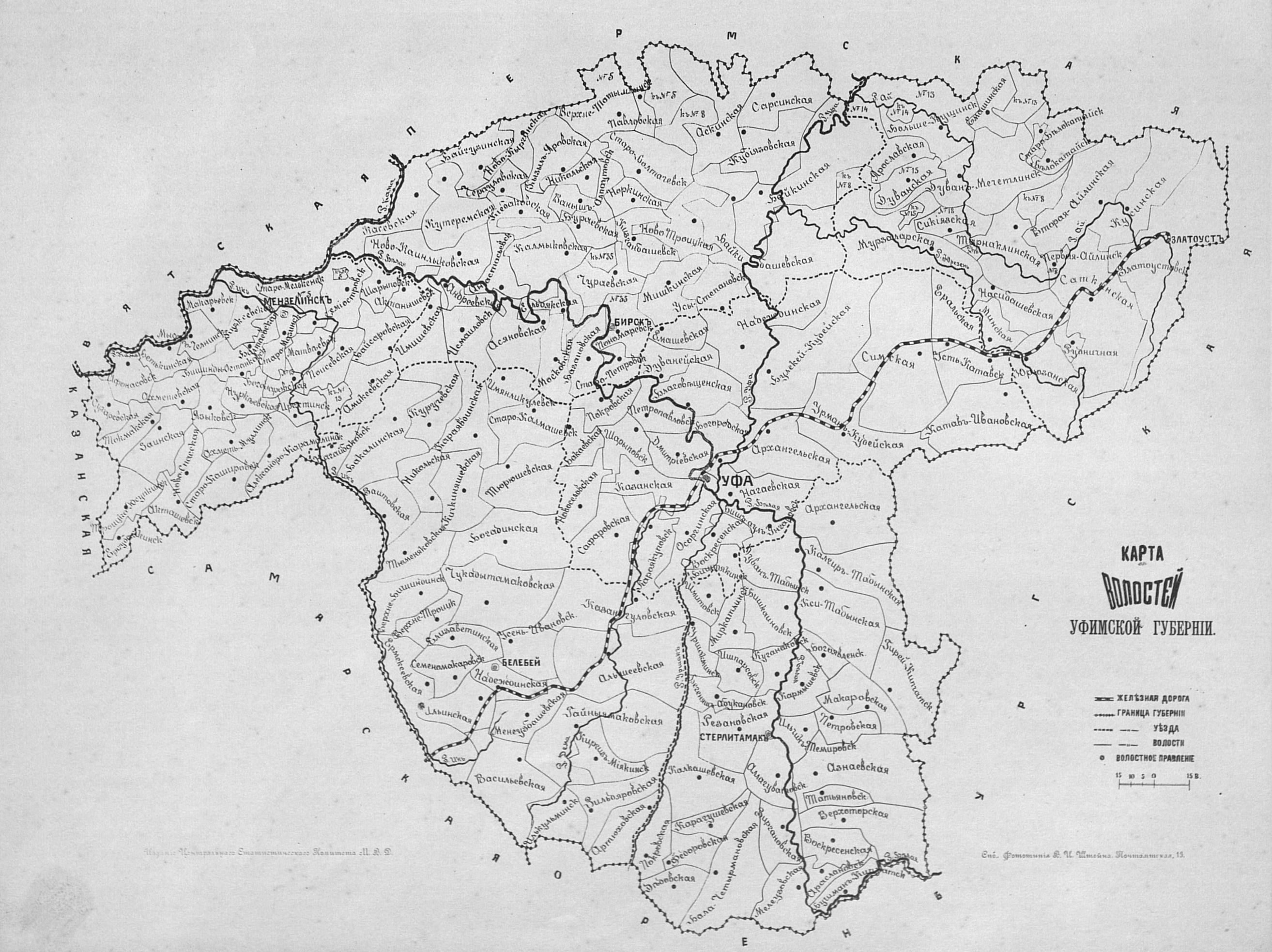
Волости Уфимской губернии (1892)

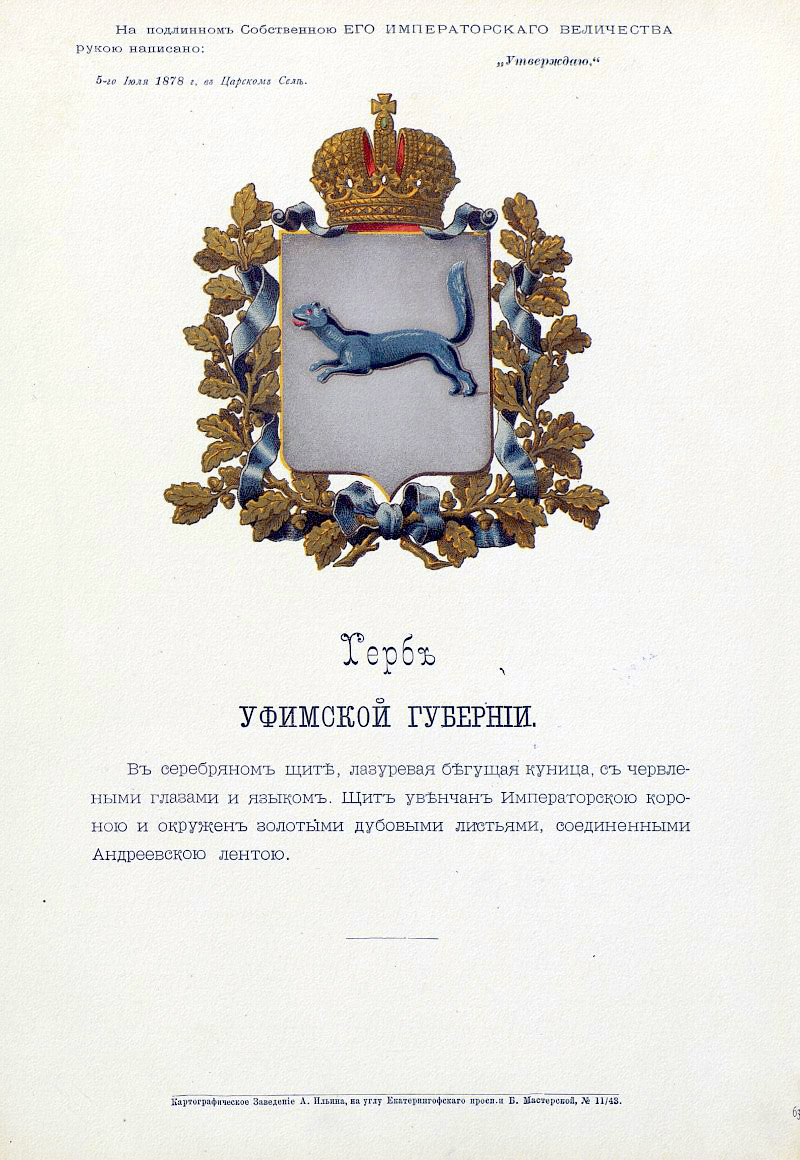
Герб губернии, утверждённый Александром II в 1878 году

| № | Уезд            | Уездный город | Герб уездного города | Площадь, кв. вёрст | Население, чел. |
| - | --------------- | ------------- | -------------------- | ------------------ | --------------- |
| 1 | Белебеевский    | Белебей       |                      | 22 162             | 637 808         |
| 2 | Бирский         | Бирск         |                      | 24 614,8           | 665 415         |
| 3 | Златоустовский  | Златоуст      |                      | 18 455,7           | 272 413         |
| 4 | Мензелинский    | Мензелинск    |                      | 11 640,6           | 504 945         |
| 5 | Стерлитамакский | Стерлитамак   |                      | 18 692,2           | 492 402         |
| 6 | Уфимский        | Уфа           |                      | 17 184             | 540 110         |

## Население
Население Уфимского наместничества, пределы которого почти совпадали с Уфимской губернией, за исключением незначительной восточной части Златоустовского уезда, состояло из 303 463 чел. В 1865 году жителей было 1 291 018, из них в городах — 49 444, а в 1897 году — 2 220 497, в том числе в городах 108 465. К 1900 году городского населения — 116 708, сельского — 2 303 944, всего 2 420 652. Дворян потомственных 15 891 (из них большинство мусульмане, не записанные в родословные книги), духовного звания — православные 5620, мусульмане — 20 852, других исповеданий — 85; почётных граждан — 1393, купцов — 5137, мещан — 64 591; крестьян — 1 029 545, башкир, тептярей и мещеряков — 1 104 379, военного сословия (регулярных войск, состоящих в запасе, казаков с семьями) — 167 862, лиц прочих сословий — 5297.
Русских в 1899 году считалось 1 070 872, башкир, татар и мещеряков — 1 200 194, чуваш, марийцев, мордвы и удмуртов — 108 934, прочих народностей — 3140. Русские живут по всей губернии, но большинство их сосредоточено в Уфимском и Мензелинском уезде. Русский элемент в губернии сильно возрастает: так, в 1865 году он составлял 36 % всего населения, в 1899 году — 45 %. Татары живут в уездах Мензелинском, Белебеевском и Уфимском; в остальных уездах их немного. Башкиры, тептяри и мещеряки, как древние обитатели края, распространены повсеместно, за исключением самой западной части Мензелинского уезда. Особенно их много в Бирском, Белебеевском и Стерлитамакском уездах. Чуваши группируются на юге; марийцы живут в северо-западной части, главная же их масса (62,1 %) — в Бирском уезде Мордва живёт на юге, удмурты — в Бирском уезде.
В 1899 году православных числилось 1 070 555, единоверцев — 5133, раскольников — 18 628, католиков — 1631, лютеран — 1038, мусульман — 1 212 542, евреев — 811, язычников — 110 314. Богослужебных зданий было: православных каменных 131, деревянных 221; монастырей 5 (2 мужских и 3 женских); часовен 128; единоверческих церквей 8, монастырь 1 (мужской); римско-католический 1, протестантский 1, мечетей 1644. Язычество сохранилось между удмуртами, чувашами и марийцами; более всего язычников в Бирском уезде; их нет в Златоустовском уезде.
Итоги переписи населения по родному языку в 1897 году:
| Уезд             | башкиры      | русские      | татары       | марийцы     | чуваши      | мещеряки и тептяри        | мордва      | удмурты     |
| ---------------- | ------------ | ------------ | ------------ | ----------- | ----------- | ------------------------- | ----------- | ----------- |
| Губерния в целом | 899 910 чел. | 839 636 чел. | 184 817 чел. | 80 608 чел. | 60 616 чел. | 20 957 чел. и 39 955 чел. | 37 289 чел. | 22 507 чел. |
| Белебеевский     | 232 960 чел. | 90 596 чел.  | 48 784 чел.  | 7 442 чел.  | 31 443 чел. | 2 604 чел. и 6 894 чел.   | 10 536 чел. | 623 чел.    |
| Бирский          | 262 264 чел. | 141 344 чел. | 2 339 чел.   | 66 341 чел. | 68 чел.     | 2 069 чел. и 440 чел.     | 44 чел.     | 21 216 чел. |
| Златоустовский   | 51 345 чел.  | 121 650 чел. | 1 953 чел.   | …           | 11 чел.     | 2 812 чел. и 4 945 чел.   | 2 312 чел.  | 3 чел.      |
| Мензелинский     | 123 052 чел. | 123 749 чел. | 107 025 чел. | 2 739 чел.  | 3 154 чел.  | 1 чел. и 14 875 чел.      | 4 608 чел.  | 22 чел.     |
| Стерлитамакский  | 115 796 чел. | 132 489 чел. | 20 193 чел.  | 117 чел.    | 23 882 чел. | 12 295 чел. и 3 800 чел.  | 15 963 чел. | 121 чел.    |
| Уфимский         | 114 493 чел. | 229 808 чел. | 4 523 чел.   | 3 826 чел.  | 2 058 чел.  | 1 176 чел. и 9 001 чел.   | 3 826 чел.  | 516 чел.    |

Национальный состав Уфимской губернии по переписи населения 1920 года: башкиры — 40,13 % (807 213 чел.), русские — 39,48 % (794 131 чел.), татары — 5,17 % (103 928 чел.), марийцы — 4,22 % (84 809 чел.), украинцы — 2,84 % (57 024 чел.), чуваши — 2,38 % (47 929 чел.), белорусы — 1,65 % (33 115 чел.), мордва — 1,46 % (29 433 чел.), удмурты — 1,23 % (24 686 чел.). Всего в губернии насчитывалось 2 011 278 человек.

## Руководство губернии

### Губернаторы
| Ф. И. О.                       | Титул, чин, звание                         | Время замещения должности |
| ------------------------------ | ------------------------------------------ | ------------------------- |
| Нелидов Григорий Васильевич    | действительный статский советник           | 18??—1828                 |
| Аксаков Григорий Сергеевич     | действительный статский советник           | 11.06.1865—20.01.1867     |
| Ушаков Сергей Петрович         | действительный статский советник           | 19.02.1867—24.03.1873     |
| Щербатский Ипполит Фёдорович   | действительный статский советник           | 24.03.1873—02.07.1876     |
| Левшин Владимир Дмитриевич     | действительный статский советник           | 02.07.1876—29.02.1880     |
| Шрамченко Павел Платонович     | действительный статский советник           | 20.04.1880—22.11.1881     |
| Щепкин Николай Павлович        | действительный статский советник           | 23.01.1882—22.07.1883     |
| Полторацкий Пётр Алексеевич    | камергер, действительный статский советник | 22.07.1883—16.02.1889     |
| Норд Лев Егорович              | генерал-майор                              | 10.03.1889—19.01.1894     |
| Логвинов Николай Христофорович | действительный статский советник           | 17.02.1894—29.10.1896     |
| Богданович Николай Модестович  | действительный статский советник           | 29.10.1896—28.05.1903     |
| Соколовский Иван Николаевич    | генерал-майор                              | 28.05.1903—24.11.1905     |
| Ключарёв Александр Степанович  | действительный статский советник           | 24.11.1905—28.02.1911     |
| Башилов Пётр Петрович          | действительный статский советник           | 28.02.1911—1917           |

### Губернские предводители дворянства
| Ф. И. О.                        | Титул, чин, звание                                                            | Время замещения должности |
| ------------------------------- | ----------------------------------------------------------------------------- | ------------------------- |
| Стобеус Виктор Яковлевич        | отставной штабс-ротмистр                                                      | 05.05.1865—24.07.1870     |
| Новиков Валентин Аполлонович    | в звании камер-юнкера, коллежский советник (действительный статский советник) | 02.07.1871—20.06.1880     |
| Кугушев Александр Иевлевич      | князь, коллежский секретарь (действительный статский советник)                | 20.06.1880—21.01.1890     |
| Зеленцов Платон Александрович   | действительный студент                                                        | 14.06.1890—29.10.1891     |
| Листовский Александр Степанович | коллежский советник                                                           | 11.03.1893—24.02.1899     |
| Кугушев Александр Александрович | князь, коллежский асессор                                                     | 24.06.1899—1914           |
| Новиков Аполлон Валентинович    | действительный статский советник                                              | 1914—1917                 |

### Вице-губернаторы
| Ф. И. О.                       | Титул, чин, звание                                           | Время замещения должности |
| ------------------------------ | ------------------------------------------------------------ | ------------------------- |
| Беляев Василий Петрович        | действительный статский советник                             | 11.06.1865—16.05.1869     |
| Сидоров Аркадий Андреевич      | статский советник (действительный статский советник)         | 16.05.1869—26.01.1874     |
| Лихарев Павел Николаевич       | коллежский советник (статский советник)                      | 08.02.1874—02.01.1876     |
| Бестужев Михаил Петрович       | надворный советник (коллежский советник)                     | 23.01.1876—16.09.1882     |
| Румянцев Александр Петрович    | статский советник (действительный статский советник)         | 24.09.1882—27.12.1890     |
| Адлерберг Александр Васильевич | граф, надворный советник                                     | 03.01.1891—18.02.1893     |
| Маслов Евгений Дмитриевич      | действительный статский советник                             | 19.05.1893—01.06.1895     |
| Хрущёв Николай Николаевич      | в звании камергера, действительный статский советник         | 17.06.1895—05.05.1900     |
| Булычов Николай Иванович       | статский советник                                            | 24.05.1900—06.07.1902     |
| Блок Иван Львович              | статский советник                                            | 13.07.1902—12.02.1904     |
| Богданович Николай Евгеньевич  | коллежский советник                                          | 12.02.1904—09.07.1905     |
| Келеповский Аркадий Игнатьевич | надворный советник                                           | 09.07.1905—08.09.1906     |
| Толстой Алексей Григорьевич    | граф, коллежский советник (действительный статский советник) | 08.09.1906—1917           |

## Список волостей по уездам
Список волостей по уездам Уфимской губернии на 1879 год:

### Уфимский уезд
1. Архангельская волость
2. Богородская волость
3. Булекей-Кудейская волость
4. Бакаевская волость
5. Благовещенская волость
6. Воскресенская волость
7. Дмитриевская волость
8. Дуванейская волость
9. Емашевская волость
10. Илекская волость
11. Казанская волость
12. Кармаскалинская волость
13. Катав-Ивановская волость
14. Караякуповская волость
15. Нагаевская волость
16. Надеждинская волость
17. Никольская волость
18. Новосёловская волость
19. Осоргинская волость
20. Петропавловская волость
21. Покровская волость
22. Сафаровская волость
23. Симская волость
24. Урман-Кудейская волость
25. Усть-Катавская волость
26. Шарыповская волость

### Мензелинский уезд
1. Амикеевская волость
2. Альметьмуллинская волость
3. Александро-Карамалинская волость
4. Акташевская волость
5. Афонасовская волость
6. Ахметевская волость
7. Богодаровская волость
8. Байсаровская волость
9. Балтаевская волость
10. Башинды-Останковская волость
11. Бетькинская волость
12. Ерсубайкинская волость
13. Заинская волость
14. Ирехтинская волость
15. Казанчинская волость
16. Кузекеевская волость
17. Мысовочелнинская волость
18. Матвеевская волость
19. Макарьевская волость
20. Нуркеевская волость
21. Новоспасская волость
22. Поисевская волость
23. Семиостровская волость
24. Старомелькенская волость
25. Старомазинская волость
26. Старокашировская волость
27. Сухаревская волость
28. Троицко-Юсупкинская волость
29. Токмакская волость
30. Шарыповская волость
31. Языковская волость

### Бирский уезд
1. Асяновская волость
2. Андреевская волость
3. Анастасьевская волость
4. Аскинская волость
5. Базановская волость
6. Бураевская волость
7. Байгузинская волость
8. Байкинская волость
9. Байкибашевская волость
10. Ваныш-Алпаутовская волость
11. Верхнетатышлинская волость
12. Ельдяцкая волость
13. Измайловская волость
14. Илишевская волость
15. Каинлыковская волость
16. Калмыковская волость
17. Касёвская волость
18. Киебаковская волость
19. Кизганбашевская волость
20. Кубиязовская волость
21. Кутеремская волость
22. Московская волость
23. Мишкинская волость
24. Никольская волость
25. Ново-Троицкая волость
26. Новокыргинская волость
27. Норкинская волость
28. Павловская волость
29. Пономаревская волость
30. Сарсинская волость
31. Старобалтачевская волость
32. Старопетровская волость
33. Чураевская волость

### Златоустовский уезд
1. 1-я Айлинская волость
2. 2-я Айлинская волость
3. Белокатайская волость
4. Большекущинская волость
5. Дуван-Мечетлинская волость
6. Емашинская волость
7. Златоустовская волость
8. Кусинская волость
9. Дуванская волость
10. Минская волость
11. Мурзаларская волость
12. Рудничная волость
13. Саткинская волость
14. Сикиязская волость
15. Торнаклинская волость
16. Юрюзанская волость
17. Ярославская волость

### Стерлитамакский уезд
1. Архангельская волость
2. Араслановская волость
3. Азнаевская волость
4. Артюховская волость
5. Аллагуватовская волость
6. Бушман-Кипчатская волость
7. Балачетырмановская волость
8. Бегеняш-Абукановская волость
9. Богоявленская волость
10. Верхоторская волость
11. Воскресенская волость
12. Гирейкипчатская волость
13. Дедовская волость
14. Дуван-Табынская волость
15. Зиргановская волость
16. Ишпарсовская волость
17. Шмитовская волость
18. Бишкаиновская волость
19. Ильчиктемировская волость
20. Калкашевская волость
21. Калчиртабынская волость
22. Кармышевская волость
23. Карагушевская волость
24. Кситабынская волость
25. Куганаковская волость
26. Макаровская волость
27. Мелеузовская волость
28. 1-я Миркитлинская волость
29. 2-я Миркитлинская волость
30. Петровская волость
31. Резяновская волость
32. Татьяновская волость
33. Урашаклинская волость
34. Фёдоровская волость

### Белебеевский уезд
1. Альшеевская волость
2. Богадинская волость
3. Бакалинская волость
4. Верхне-Троицкая волость
5. Верхнебишиндинская волость
6. Васильевская волость
7. Гайныямаковская волость
8. Елизаветинская волость
9. Ермекеевская волость
10. Заитовская волость
11. Зильдяровская волость
12. Ильинская волость
13. Казангуловская волость
14. Карьявдинская волость
15. Киргизмиякинская волость
16. Кичкиняшевская волость
17. Куручевская волость
18. Менеузбашевская волость
19. Никольская волость
20. Надеждинская волость
21. Семеномакаровская волость
22. Старокалмашевская волость
23. Тюменяковская волость
24. Тюрюшевская волость
25. Усеньивановская волость
26. Чукадытамаковская волость

## Землевладение
У крестьян в наделе 6 850 455 десятин (из них 376 106 десятин неудобной), частновладельческих земель — 2 775 141 (83 327), казённых 993 970 (56 702), удельных 139 034 (14 965), городских и других различных учреждений — 77 202 (9712); всего 10 835 802 десятин, из них неудобных земель — 540 812 десятин. Из надельной земли 71 375 десятин принадлежат крестьянам соседних губерний, остальная же находится во владении 3399 обществ в 527 015 ревизских душ. Из частновладельческих земель принадлежат: дворянам — 1 745 141 м, крестьянам — 603 372 (из них товариществам крестьян — 513 251, отдельным лицам — 90 121), купцам — 352 477, мещанам — 51 043, лицам других сословий 23 118 десятин. Из числа частных владельцев владеют до 50 десятин 1238 лиц, площадью 50—250 — 478, 250—500 — 237, 500−1000 — 284, 1000—10 000—326, 10 000—20 000 — 3, 20 000—50 000 — 7, от 100 000 до 200 000 — 3 и у 1 владельца имеется 256 000 десятин земли. С 1869 по 1899 год всех переходов земельной собственности было 7215, причём перешло из рук в руки 3 349 404 десятин. При этом сократилось землевладение дворян на 103 014 десятин, инородцев (башкир) на 628 037 десятин; возросло землевладение других сословий, преимущественно крестьян и купцов. В семидесятых годах XIX века происходила значительная раздача башкирских земель разным высокопоставленным лицам и чиновникам (см. Н. В. Ремезов, « Очерки из жизни дикой Башкирии», 2 изд., М., 1889).
По исчислению Стрельбицкого, Уфимская губерния занимает площадь в 11 198 577 десятин, по земскому исследованию — 10 835 802 десятин, в том числе под усадьбами — 113 584, выгоном — 359 246, пашней: мягкой — 3 286 747, залежей — 337 255, покосами поемными — 314 009, суходольными — 1 093 520, болотными — 46 472, лесом строевым 1 194 554, дровяным 2 053 040, кустарниками и зарослями — 1 369 462, прочей удобной — 126 918, всего удобной — 10 294 807, неудобной — 540 995 десятин.

## Сельское хозяйство
По земскому исследованию 1896—97 гг., пахотные угодья занимают 3622547 дес., или 35 % общей площади Уфимской губернии. Из них 3285292 дес. находятся в постоянном севообороте и 337255 дес. в залежах. Распаханность земель уменьшается по мере удаления к В.; всего более распаханы Мензелинский и Белебеевский уезды, всего менее — Уфимский и Златоустовский. Залежные пашни двух категорий: залежи случайные и залежи постоянные. Все залежи Мензелинского уезда и большая часть их в Бирском и Уфимском относятся к залежам случайным, происшедшим вследствие изменений в ведении хозяйства (запуск пашни под выгон и т. д.) частновладельческих имений. В остальных 3-х уездах в довольно значительном количестве встречаются залежи постоянные как результат залежной системы полеводства.
Главнейшие владельцы пахотных угодий — крестьянские общества и товарищества, у них 85 % всей пахотной площади губ. Частновладельческая пашня частью обрабатывается собственными средствами хозяев, частью сдаётся в аренду: первой числится 154821 дес., последней 159784 дес.; способ пользования при исследовании не выяснен относительно 82992 дес. Арендаторами как частновладельческих, так и казённых и удельных земель являются крестьяне. Крестьянское пользование пашней составляет свыше 90 % всей площади этого угодья.
Система хозяйства преобладает трёхпольная; бессистемное пользование пашней является безусловно господствующим только в одном Златоустовском уезде, где из всей находящейся в севообороте пашни приходится на долю правильного трёхполья около 15 %. На 100 дес. всех пахотных угодий приходится под озимыми хлебами от 24,3 % (в Златоустовском) до 33,3 % (в Мензелинском уезде), под яровыми от 33 до 32,2 %, под паром от 26 до 33,5 %, под залежами от 2,4 (Бирский) до 16,6 % (Мензелинский). При трёхпольном севообороте в озимом поле повсеместно сеется только рожь. Главнейшие хлеба в яровом поле: овёс, полба, гречиха, просо, пшеница и горох. Картофель, лен, конопля высеваются в незначительном количестве. Ячмень более всего культивируется в уездах Бирском и Златоустовском. Во всех уездах есть незначительные посевы чечевицы, подсолнечника, мака, репы и горчицы. Более всего сеют овёс, который на крестьянских и арендуемых крестьянами землях в уездах Мензелинском, Бирском и Златоустовском составляет от 44,4 до 49 % ярового поля, а в 3-х южных уу. — от 35 до 38 %. Посевы гороха распространены в уездах Мензелинском, Бирском и сев. части Белебеевского, проса — в Уфимском, Стерлитамакском и южной части Белебеевского уезда. За 35 лет урожай был в среднем: ржи — 4,6, овса — 3,5, яровой пшеницы — 3,6. Удобрение полей очень незначительно. В последние годы усовершенствованные плуги приобретаются даже башкирским населением.
В частновладельческих хозяйствах вводятся посевы новых сельскохозяйствен. растений (чечевицы, рапса, свёклы, турнепса и др.). Посев кормовых трав развивается не только у владельцев, но и у крестьян, в особенности в Уфимском уезде. За последнее время в некоторых хозяйствах вводится разведение мяты и других душистых трав для добывания эфирных масел; в Белебеевском уезде два хозяйственных завода для выработки таких масел. Площадь сенокосных земель — 1453889 дес, или 1 4 % общей площади удобных земель. Более всего сенокосов в уездах Белебеевском, Стерлитамакском и Златоустовском. Поемных лугов — 313893 дес. Огородничество развито в окрестностях гор. Уфы и по линии Сам.-Златоустовской железной дороге. Скота в 1900 г. в Уфимской губернии насчитывалось: лошадей 749242, крупн. рогатого 781816 гол., овец 1750943, свиней 138805, верблюдов 70. Конюшня госуд. коннозаводства (61 жеребец) в г. Уфе и 25 случных пунктов. Пчеловодство распространено повсюду, особенно среди башкир, бортевое пчеловодство — главным образом в Златоустовском уезде Частная шк. пчеловодства.

## Ремесленничество
Кустарная промышленность мало развита. Тканье и вязанье, делание деревянных изделий — только для местного населения. Более развито кожевенное производство, а также приготовление ободьев, лубков, рогожей и кулей в Уфимском, Стерлитамакском и Златоустовском уездах. Красильным производством занимаются жители нескольких селений Мензелинского уезда. Плетение рыболовных сетей — в Бирском и Мензелинском уездах, по р. Каме. Изготовление каменной или глиняной посуды — в Уфимском и Стерлитамакском уездах. Плетение лаптей, рогож и кулей составляет дополнительный промысел к земледелию в местах, изобильных лесами (Уфимский, Бирский, Белебеевский и Стерлитамакский уезды). Столярное ремесло с кузнечным и малярным развито в Благовещенской вол. Уфимского уезда. Кузниц считается более 1000. В гор. Уфе организован кустарный комитет со складом изделий. Губернское земство содержите сельскохозяйственные школы, имеет сел.-хозяйств. склад и в 1901 г. расходовало да 80 тыс. р. на покупку земледельческих машин, орудий и семян и до 15 тыс. р. на развитие кустарного изделия веялок в Уфимском уезде. Оно же содержит 1 губернского и 6 уездных агрономов.

## Горное дело
Горное дело в Уфимской губернии получило своё начало в первой половине XVIII стол.: в 1734 г. на р. Торе в Стерлитамакском уезде устроен был правительством Воскресенский медноплав. зав. Месторождения железных руд в Уфимской губернии эксплуатируются четырьмя группами заводов — казёнными (Златоустовскими и Симскими), Балашевых (Катавским и Юрезанским), Ивановскими кн. Белосельских-Белозерских и Воскресенским зав. Пашкова. Выплавлено чугуна на всех заводах в среднем за 1895—99 г 3105 тыс. пд.; производство железа составляло 3105 тыс. пд., стали — 1561 тыс. пд. На медных зав. Верхотурском и Благовещенском в среднем за 1895—99 г ежегодно выплавлялось штыковой меди 26304 пд. Металлических изделий приготовлено в 1894 г.: на Юрезановском заводе чугунных — 10088 пуд., на Златоустовском и Князе-Михайловском чугунных 122368 пуд., стальных 55941, медных и друг. 2086 пд.; на Саткинском и Кусинском зав. железных изделий 70365 пд., чугунных 2247 пд., медных и др. 164 пд.

## Другие предприятия
Более значительные фабрики и заводы (кроме горных) в 1899 г.: 13 винокуренных (производство около 260 тыс. вед. безводного спирта), 1 суконная фабрика (производ. на 228 тыс. руб.), 2 фосфороспичечные (22 тыс. руб.), 13 кожевенных (156 тыс. руб.), 7 мыловаренных и свечных (87 тыс. руб.), 1 клееваренный, 1 воскобойный и свечной, 1 стекольный (162 тыс. руб.), 1 канатный, 2 машиностроительных (29 тыс. руб.), 13 лесопильных (486 тыс. руб.), 3 рогожных, 1 дегтярный, 11, поташных, 6 кирпичных, 11 мельниц крупчаток (384 тыс. р.), 3 пряничных, 11 паточных, 4 пивоваренных фабр.; общая сумма их производства составляла около 2 млн руб., при 2500 рабочих.

## Торговля
Торговых документов выдано в 1899 г. 16881. На ярмарки было привезено товаров на 8874065 руб., продано на 4686807 руб. К 1899 г. отправлено с жел.-дорожных станций, расположенных в пределах губернии, 18562005 пд., прибыло на них 19063746 пд.; в том числе перевезено между станциями в пределах губернии 10035850 пд.
Главнейшие предметы вывоза из губернии: хлеб, лес и изделия горных заводов. Кредитные учреждения сосредоточены главным образом в г. Уфе. Городские обществ. банки в Бирске, Белебее и Мензелинске. Ссудосберегательные товарищества при некоторых горных заводах. Казённый спиртоочистительный зав. в г. Уфе; ректификация спирта производится при 6 частных зав. Казённых винных складов 12.
В 1899 г. было построено разной конструкции судов 620 (в том числе барок 187, полубарок 37, подчалков 7, белян 11, барж 6 и лодок 372), стоимостью в 432315 руб. По р. Белой рейсы совершали принадлежащие разным лицам 42 парохода. На пристанях р. Белой и её притоках в навигацию 1899 г. грузилось судов 275, с 11642911 пд. груза, на сумму 6945158 руб., и 950121 пд. без означения цены; пароходов 329, с грузом в 7 7 5718 пд., на 1038707 руб., и плотов 1626, на 607824 руб. Разгрузилось 80 суд., с грузом в 3365165 пд., на сумму 584245 руб., пароходов 228, с грузом в 587832 пд., на 493546 руб., плотов 1549, на 223077 руб.

## Транспорт и связь
Через Уфимскую губернию проходит Самаро-Златоустовская ж. дорога (545 вёрст). Почтовых дорог 856 вёрст; кроме того устроена перевозка почт ещё на 487 вёрст по просёлочным дорогам. Почтово-телеграфных контор 8, почтово-телеграфных отделений 13, почтовых отделений 21. Правительственных телеграфных линий 971 вёрст, железнодорожных 795 вёрст.

## Образование
Из 436 школ (без школ грамоты), числившихся к началу 1894 г. в губернии, в доземский период (до 1875 г.) открыто всего 69 школ, остальные 367 — в земский период; земством открыто 156 школ, духовенством 85, мин. нар. просвещения, частными лицами и друг. ведомствами 126 школ. К началу 1875 г. во всех школах учащихся было 5266. В 1899 г. всех учебных заведений в Уфимской губернии было 802, с 47424 учащимися (35054 мальч. и 12370 дев.). 1 мужск. и 1 женская гимназии, 3 жен. прогимназии, землемерное и реальное училища, дух. семинария и жен. дух. учил., 1 инородческая учит. шк., 5 сел.-хоз. шк. и 1 учит. семинария (в Благовещенском зав.). В число поименованных училищ не вошли медресе и мектебе, которых около 1500. В ведении мин. нар. просв. состояло 523 учебных зав. с 34123 учащ. (из них 240 земских, с 16755 учащ.); церк.-приходских школ было 149, с 9391 учащ., миссионерских — 43, с 1504 учащ., школ грамоты — 71 (число учащихся неизвестно); остальные школы др. ведомств. При многих начальных школах имеются интернаты, сады, огороды, пчельники, народные библиотеки.

## Медицина
В 1899 г. в губернии были 101 врач, из них 50 земских и 11 жел.-дорожных. Фельдшеров и фельдшериц 207, из них 144 в селениях; фельдшерских учеников 12, повивальных бабок 32 (из них 8 в селениях), 6 дантистов (в Уфе). Всех больниц 59, с 1271 кроват. Из больниц 26 земских (827 кроватей), 20 горнозаводских, 5 тюремных, 7 других ведомств, 1 жел.-дорожная. Лечившихся в 1899 г. было 791982. Аптек 13, из них 5 в сёлах. Ветеринарных врачей 28, фельдшеров 8, стражников 13.

## Налоги и сборы
Городских доходов получено в 1898 г. 395553 р., израсходовано городами на город. управл. 73207 р., на учебные заведения 72710 руб., на медицинскую часть — 10490 р., а всего 403243 р. Земских сборов уездных и губернских в 1876 г. было 503768 руб.; в 1899 г. они достигли суммы в 1312024 р., в том числе с земель 702087 р., с проч. недвиж. имуществ 551545 р., с торговых документов 58392 р. Губернские и уездные земские расходы в 1876 г. составляли 513935 руб., в 1899 г. — 1661027 руб., из них на земское управление — 158354 р., народное здравие — 443130 руб. (против 98 тыс. р. в 1876 г.), народное образование 254654 р. (в 1876 г. — 102 тыс. руб.). Губернские земские сборы по смете на 1900 г. исчислены в 478234 руб., в том числе с недвижимых имуществ — 455115 руб., с гильдейских свидетельств, патентов и промыслов. билетов 23119 руб. Назначено расходов 475 тыс. руб., в том числе на содержание земского управления — 70605 р., на народное здравие — 117623 руб., народное образование — 36741 руб.

## Археология
В археологическом отношении губерния довольно богата: много валов, городищ, курганов (ср. Р. Г. Игнатьев, «Памятники доисторических древностей Уфимской губернии», в «Справочной книжке Уфимская губернии на 1883 г.»). В курганах найдены бронзовые, золотые и серебряные вещи.